# 我和我的賽車老爸
《我和我的賽車老爸》（英語：See You at the Rally）是台灣首部結合父子情與拉力賽運動的電影，於2021年3月拍攝完成，由張書瑋执导，王禮霖監製，由温昇豪、邵雨薇和陈泽耀领衔主演。電影結合了感人的親情與熱血的賽車畫面，講述中年跛腳爸爸周大隆與他素未謀面的10歲兒子冬冬還有因緣際會下與他們一起生活的前冠軍賽車手阿駿（陳柏駿）所發生的故事
。

## 演员阵容
- 温昇豪 飾 周大隆[6]
- 邵雨薇 飾 康老師[7]
- 陈澤耀 飾 陳柏駿[8]
- 檢場 飾 慎叔
- 陳少卉 飾 周宇冬（冬冬）
- 于子育 飾 李社工
- 劉育仁 飾 蘇易騰
- 田士廣 飾 黃子威（阿威）
- 孫綻 飾 阿非

## 獲獎與提名
| 類別                | 獎項           | 入圍者／作品   | 結果 |
| ------------------- | -------------- | -------------- | ---- |
| 2021金馬創投會議WIP | 台北文創劇作獎 | 《衝吧周大隆》 | 獲獎 |

## 主題曲
| 曲名 | 演唱者 | 作詞 | 作曲   |
| 南風 | 許富凱 | 丁津 | 陳威全 |